# Alte Weser
De Alte Weser is een vuurtoren die in het zuidoostelijke deel van de Noordzee (Duitse Bocht) staat en bevindt zich in het estuarium van de Wezer. Hij vervangt sinds 1964 de van 1883 tot 1885 gebouwde vuurtoren Roter Sand.

## Algemeen
De vuurtoren Alte Weser is tussen 1961 en 1964 gebouwd en bestaat uit gewapend beton met stalen mantel en stalen bovenbouw. Hij is offshore gebouwd en 11 meter diep gefundeerd in de zeebodem. De hoogte van de toren is 40 meter boven zeeniveau. De reikwijdte bedraagt afhankelijk van de lichtsector tussen de 18 en 23 zeemijlen. De vuurtoren Alte Weser en vuurtoren Roter Sand kunnen met het blote oog alleen vanaf het land worden gezien vanaf het Waddeneiland Wangerooge.
De vuurtoren Alte Weser nam op 1 september 1964 de functie over van vuurtoren Roter Sand. De vuurtoren is antennedrager als station voor de radarketen Außenweser. Alte Weser is een oriëntatie- en een markeringspunt voor het Neue-Weser-vaarwater en een lichtbaken voor het Alte-Weser-vaarwater. Het internationale volgnummer van de Alte Weser is B 1188. De vuurtoren Alte Weser was in de jaren zeventig en tachtig een motief op een 20-pfennig postzegel uitgegeven door de Duitse posterijen in de serie 'industrie en technologie'.

## De bouw van de vuurtoren Alte Weser
De in de Außenweser staande vuurtoren Roter Sand was aan het einde van de jaren vijftig zwaar beschadigd door zandslijtage, corrosie en uitspoeling van het beton. Als vervanger werd niet ver van deze standplaats tussen 1961 en 1964 de vuurtoren van Alte Weser gebouwd. Tegelijkertijd moest deze de vaarwater-omstandigheden verbeteren en moest er een inrichting geplaatst worden om als schakel te dienen in de radarketen.

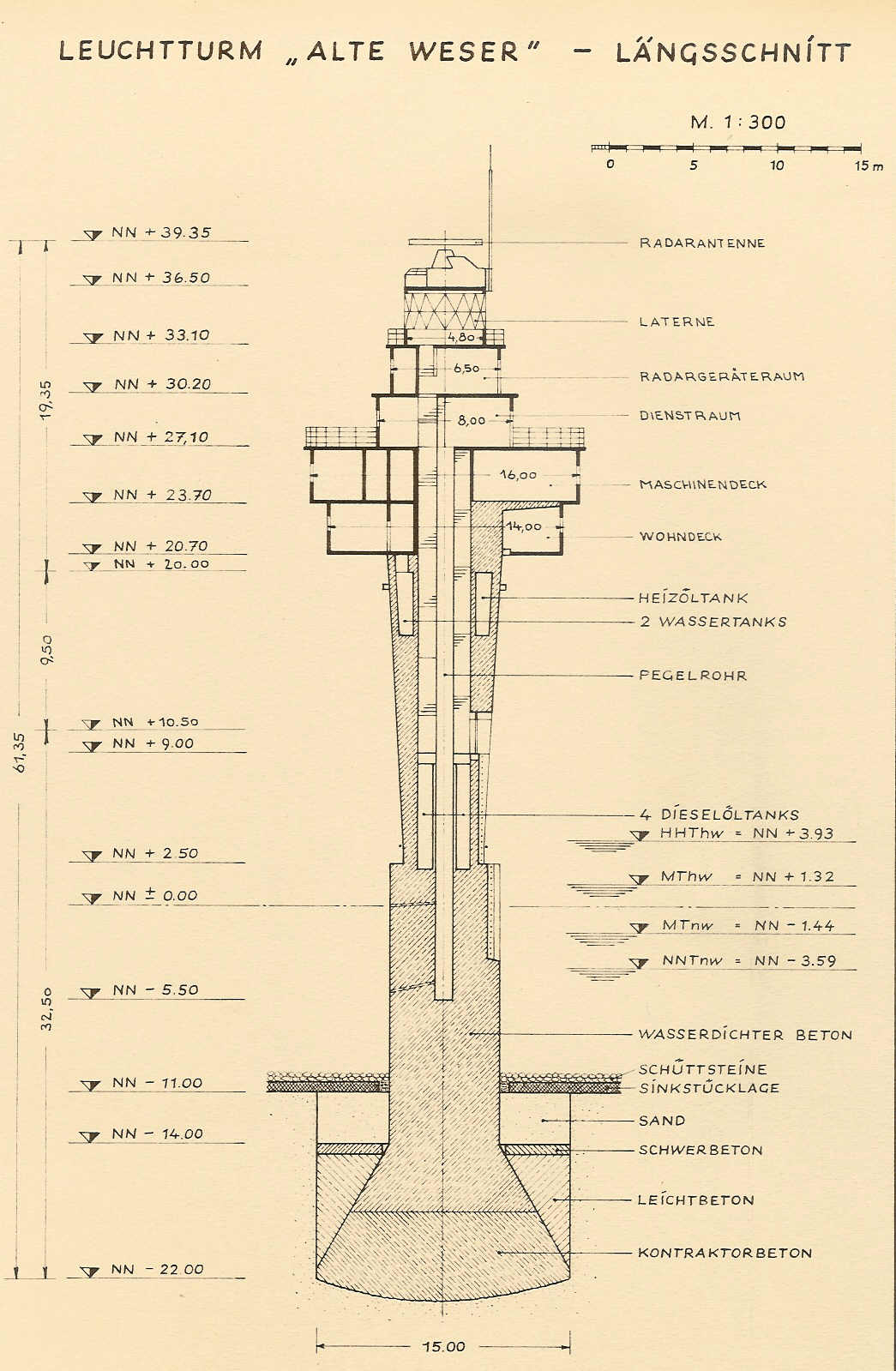
Technische tekeningen van de vuurtoren, 1961

De nieuwe vorm van de toren, met zijn naar beneden taps toelopende torenschacht en de uitstekende bovenste sectie, was gebaseerd op een ontwerp van de Bremerhaven Dipl.-ingenieur Andrew Carstens. Deze kegelvormige torenvorm moest minder weerstand bieden tegen golven en ijsgang.
De Water en Scheepvaart Autoriteit (WSA) Bremerhaven, als de aangewezen bevoegde autoriteit door Ministerie van Verkeer, verleende de bouwopdracht aan een consortium bestaande uit het bedrijf Philipp Holzmann, Strabag Bau AG, en Hermann Moller die de staalwerken door Kieler Howaldswerken liet uitvoeren.
De stalen constructie voor de torenschacht en de bovenste verdiepingen met de apparatuur, werden in een droogdok van de Kieler Howaldtswerke gebouwd. De torenschacht werd op een jack-up rig door het Noord-Oostzeekanaal naar de Noordzee en de voorgestelde standplaats aan de Außenweser gesleept en vervolgens tot de vereiste diepte afgezonken. Na het aanbrengen van het onderwaterbeton, werd de schacht leeggepompt en het opgaande staalbeton opgebouwd.

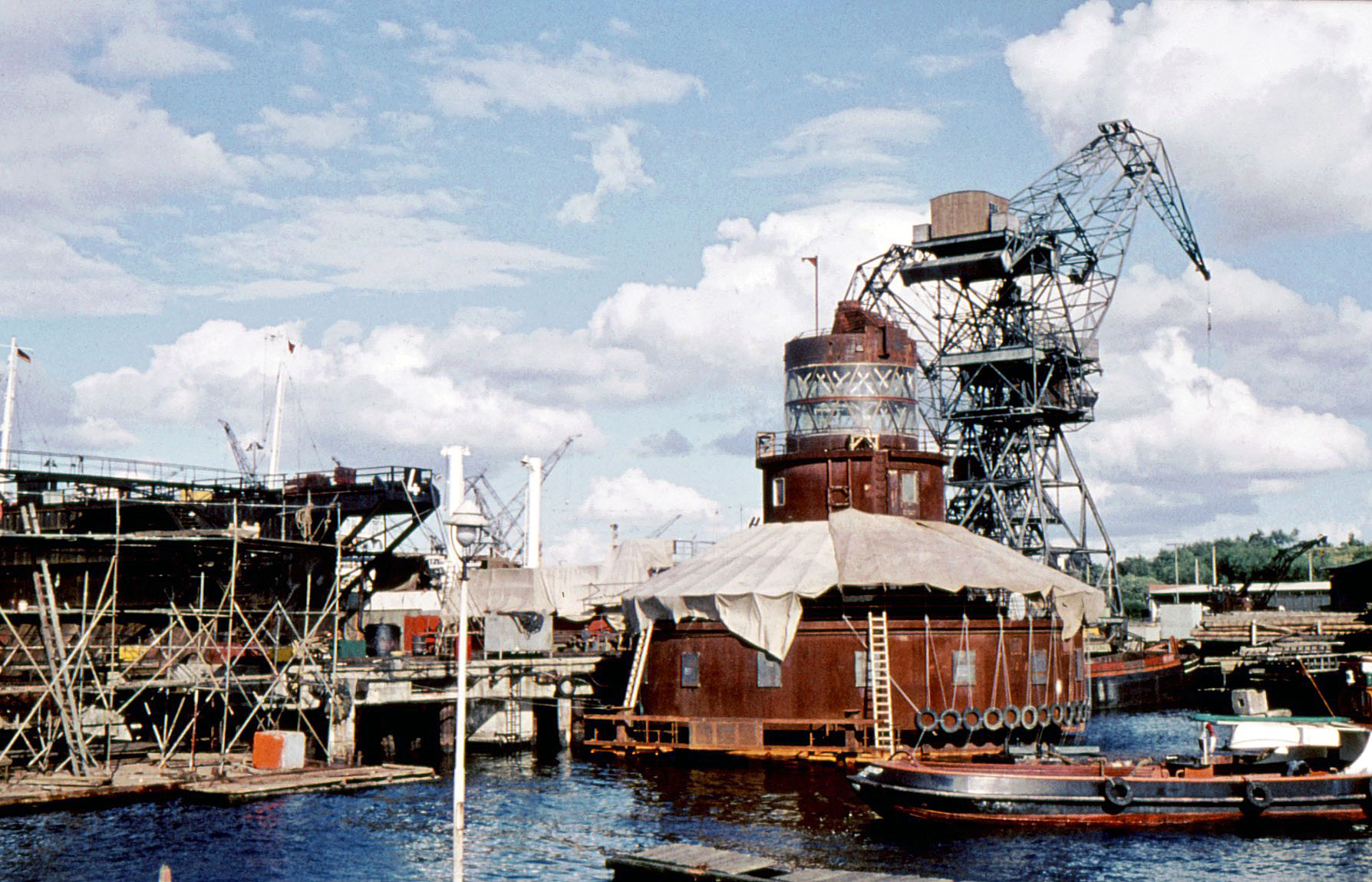
Bovenste verdiepingen in aanbouw, 1961

Bijzondere problemen en vertragingen in de bouwvoorbereiding betrof de aanvoer van de benodigde bouwmaterialen door kustschepen. Alle bouwmaterialen die benodigd waren voor het onderwaterbeton, moesten zonder onderbreking worden aangevoerd, om naden in het beton te voorkomen. Hiervoor was een lange periode van goed weer nodig. Er waren verdere vertragingen door twee bouwongevallen. Het eerste ongeval ging gepaard met een sterke overstroming in de toren en kostte twee mensenlevens. De oorzaak ervan is onbekend. De reeds in de bodem afgezonken torenschacht moest worden opgegeven. Het bovenste gedeelte werd ervan gescheiden en voor later hergebruik van de jack-up rig naar Kiel gebracht. Die zou dan in het volgende jaar bij de tweede installatiepoging meegenomen en erop gezet worden. De stomp van de torenschacht bleef in de ondergrond en Alte Weser werd daarom niet getroffen door de stormvloed van 1962. Door het ongeluk moest opnieuw in Kiel met de bouw worden begonnen, met een vertraging van een jaar. Het tweede ongeval kwam voort uit een storing van de sluiting aan de voorste benen van de jack-up rig. Hier was voor de berging en afvoer van de beschadigde jack-up rig, het gebruik van een tweede jack-up rig benodigd. In het derde bouwjaar, na de reparatie van jack-up rig, kon de bouw aan de torenschacht opnieuw beginnen en afgerond worden.

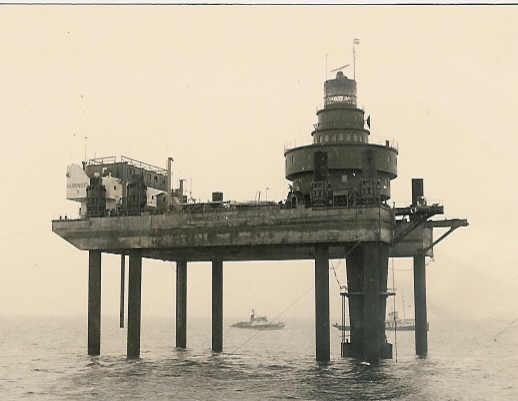
Bevestigen van de bovenste verdiepingen

Toen kon de jack-up rig de nog steeds in Kiel bewaarde bovenste verdiepingen ophalen en naar de toren brengen, wat zonder complicaties onder gunstige weersomstandigheden op de torenschacht kon worden geplaatst. En toen konden ook de andere belangrijke werkzaamheden worden uitgevoerd, zoals de installatie van de optica met de bijbehorende lenzen en de installatie van de noodstroomaggregaten.
Een bijzonder karwei was de stroomvoorziening van de vuurtoren. Hiervoor werd een 6 kV-kabel van vuurtoren Robbenplate verlegd en met behulp van een "Einspülstiefel" in de bodem gespoeld en door een kabelleiding in de toren aangesloten. Daarbij was een latere toevoeging van de nog te bouwen vuurtoren Tegeler Plate voorzien. Het fundament voor het bouwwerk werd door een steenlaag op takken-matten tegen uitspoelen beschermd. In 1964 waren de werkzaamheden aan de vuurtoren klaar. De vierkoppige bemanning verdween in 1972 van de toren nadat de toren op afstand kon worden bediend.

## Vuurtoren Tegeler Plate
Als aanvulling op de verbetering van de afgelegen omstandigheden die met de ingebruikneming van de vuurtoren bereikt werd, was de bouw van nog een andere vuurtoren noodzakelijk. Dit werd de vuurtoren Tegeler Plate.
Met deze maatregelen werden twee belangrijke stappen in de verbetering van de Außenweser genomen.

## Galerij

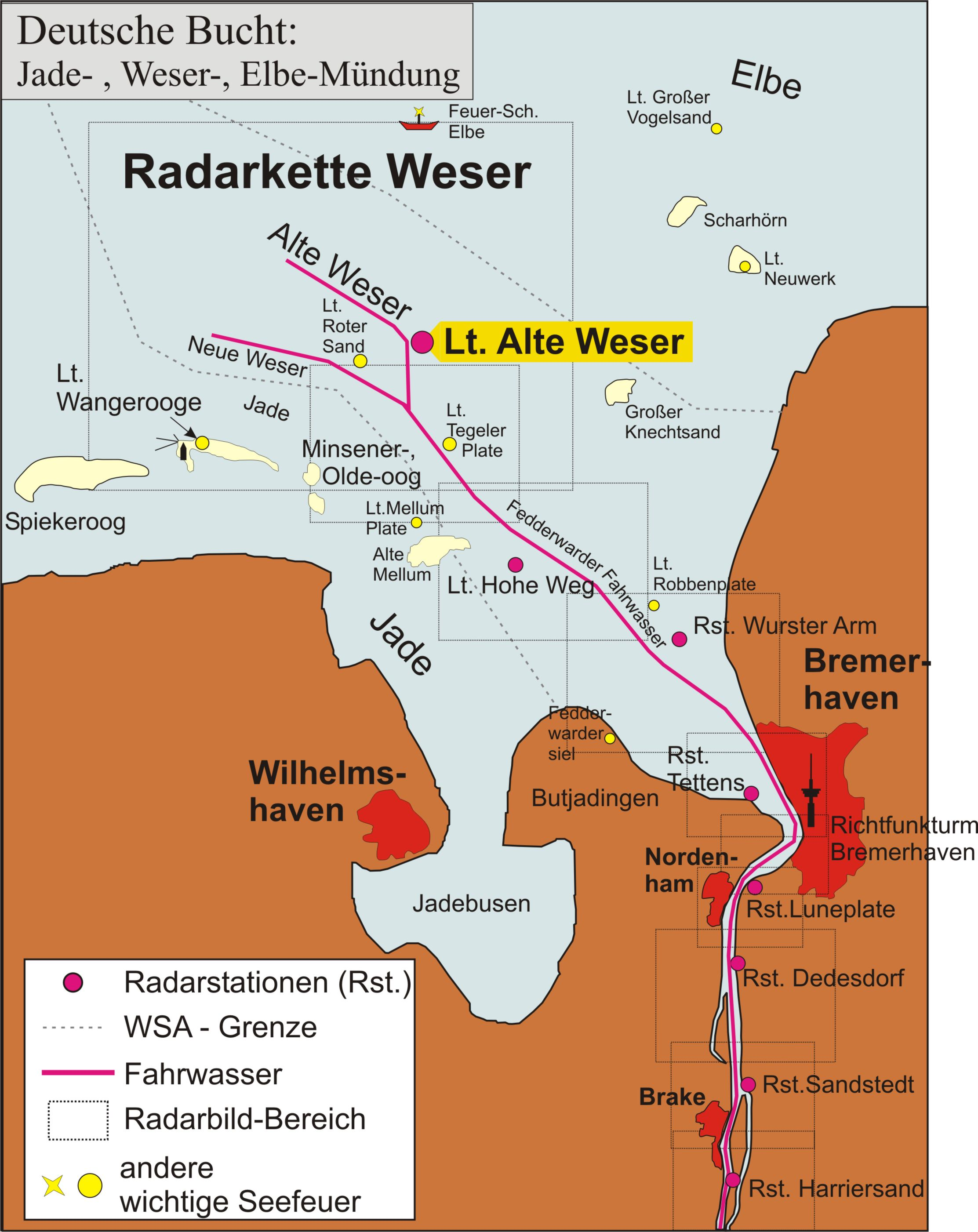
Radarketen Wezer
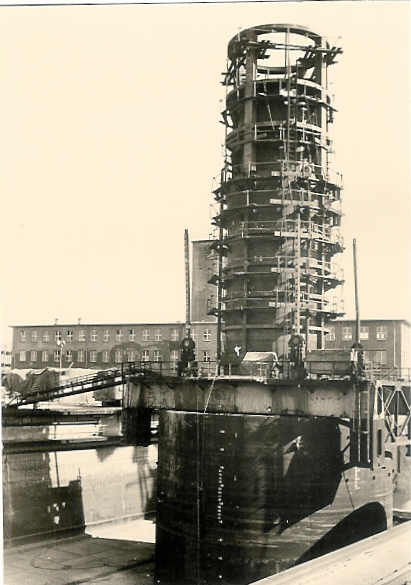
Torenschacht met fundament in droogdok van de Kieler Howaldtswerke
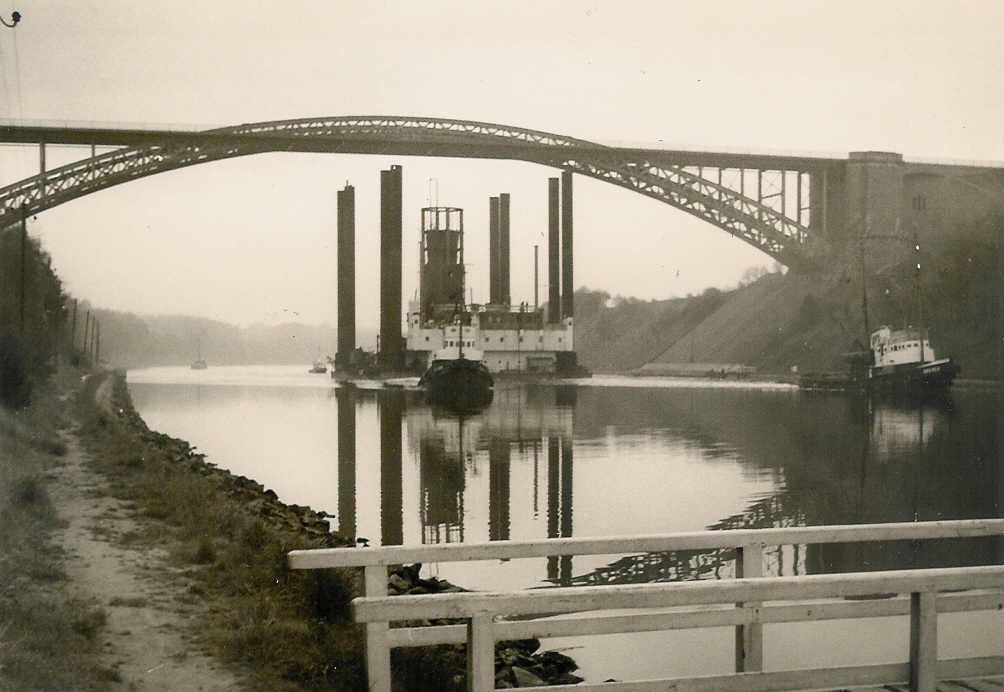
Torenschacht op de jack-up rigop het Noord-Oostzeekanaal
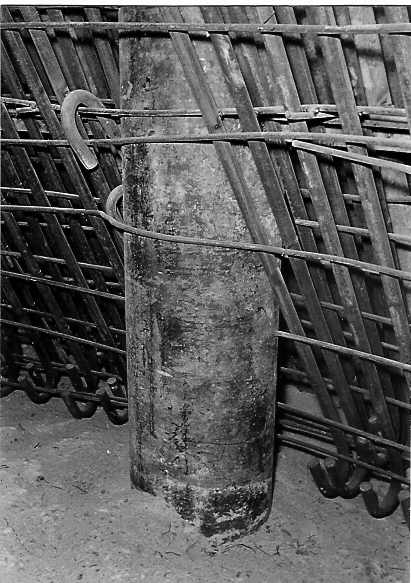
Betonoppervlak met aangrenzende versterking
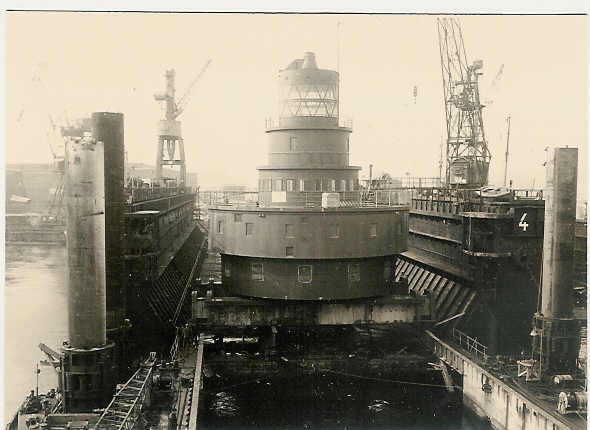
Bovenbouw werd in Kiel op de jack-up geladen
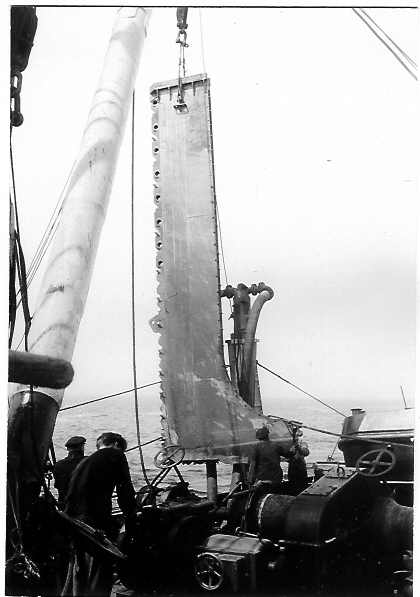
Einspülstiefel